# Anatoli Diatlov
Anatoli Stepanovitch Diatlov  (en russe : Анатолий Степанович Дятлов), né le 3 mars 1931 et mort le 13 décembre 1995 est l'ingénieur en chef adjoint de la centrale nucléaire de Tchernobyl la nuit de la catastrophe, le 26 avril 1986. Il supervise les tests à l'origine de la catastrophe.
Il purge une peine de prison de dix ans pour non-respect des protocoles de sécurité à partir de 1987 et est libéré pour raisons de santé en 1990.

## Biographie
Né en 1931 dans la région du kraï de Krasnoïarsk en Russie, il s'enfuit de chez lui à quatorze ans. Il obtient son diplôme à l'Institut d’ingénierie et de physique de Moscou en 1959. Il travaille tout d'abord dans un chantier naval à Komsomolsk-sur-l'Amour où il installe des réacteurs dans des sous-marins. Un accident nucléaire se produit un jour mais rien ne prouve que Diatlov pourrait en être responsable. Il reçoit environ 200 rem de radiations (2 sieverts). 
Il perd l'un de ses deux fils, âgé de neuf ans, à cause d'une leucémie. En 1973, il déménage à Pripiat et travaille sur la toute nouvelle centrale nucléaire de Tchernobyl.
Le 26 avril 1986, il supervise les tests du réacteur no 4 qui sont à l'origine de la catastrophe nucléaire de Tchernobyl. En 1987, il est jugé coupable de « gestion criminelle d'une activité potentiellement explosive » et écope de dix ans de prison. Il en sort en octobre 1990. Diatlov publie en 1991 une explication de l'accident et plus tard il a écrit un livre, Tchernobyl. Comment c'était, où il dénonce la mauvaise conception du réacteur. Durant une interview qu'il donne à la télévision ukrainienne peu de temps avant son décès, il dénonce les autorités soviétiques chargées du nucléaire et déclare que le réacteur no 4 n'aurait pas dû être en service, qu'ils n'avaient pas la documentation nécessaire concernant ce réacteur et que l'explosion était inévitable[réf. souhaitée]. Ces affirmations sur les mauvaises conceptions des centrales nucléaires soviétiques dotées d'un réacteur RBMK 1000 ont aussi été avancées par Valeri Legassov et également été confirmées par l'Agence internationale de l'énergie atomique en 1992 dans le rapport INSAG-7.
Diatlov meurt d'un cancer de la moelle osseuse en 1995, les risques de cancer de ce type étant un effet secondaire connu en radiotoxicité. Il a été exposé à 390 rem (3,9 Sv) à la suite de l'accident[réf. souhaitée].